# Hostal del Pitangó
L'Hostal del Pitangó és un edifici del municipi d'Esparreguera (Baix Llobregat) inclòs en l'Inventari del Patrimoni Arquitectònic de Catalunya.

## Descripció
Habitatge de planta baixa i pis fet de pedra, parcialment arrebossat i rematat per un balcó de pedra balustrat i decorat amb gerros de pedra. A la planta baixa hi ha una gran entrada d'arc escarser i algunes finestres allargades. Al primer pis hi ha tot d'obertures disposades de forma regular, totes elles amb balcó de ferro forjat força senzills. A l'interior, a la planta baixa, hi ha un porxo, un pati per als carros i les cuines i a la primera planta estaven els menjadors.